# Dictadura militar en El Salvador
La dictadura militar salvadoreña fue el período de la historia salvadoreña en el que las Fuerzas Armadas salvadoreñas gobernaron el país durante casi 48 años desde el 2 de diciembre de 1931 hasta el 15 de octubre de 1979. La dictadura militar autoritaria limitó los derechos políticos en todo el país y mantuvo su gobierno mediante elecciones fraudulentas y arregladas.
Los militares llegaron al poder en El Salvador cuando el primer presidente elegido democráticamente, Arturo Araujo, fue derrocado mediante un golpe de Estado militar el 2 de diciembre de 1931. Los militares que luego del golpe formaron el Directorio cívico, designaron como presidente interino al vicepresidente de Araujo, el general de brigada Maximiliano Hernández Martínez, el 4 de diciembre de 1931. Permaneció 13 años en el cargo hasta que se vio obligado a dimitir el 9 de mayo de 1944 tras la huelga de brazos caídos, depositando el mando en el vicepresidente Andrés Ignacio Menéndez quien convocaría a elecciones presidenciales democráticas. Lo cual la oligarquía cafetalera no apoyaba, debido a que sus intereses estarían en peligro si un civil llegase al poder; por ello, en octubre de 1944, Osmin Aguirre y Salinas quien era considerado un fiel seguidor del Martinato, propició un golpe de Estado hacia Menéndez formando un gobierno provisional. En marzo de 1945 se convocaron a nuevas elecciones presidenciales, la diferencia era que no hubo participación de otros candidatos, incluyendo Arturo Romero que era el favorito en las encuestas y sólo resultó ganador Salvador Castaneda Castro que gobernó hasta 1948, cuando fue depuesto en un golpe militar, conocido como golpe de los mayores, que formó el Consejo de Gobierno Revolucionario que le entregaría la presidencia a Óscar Osorio en 1950. Su sucesor, José María Lemus, fue derrocado en un golpe de Estado militar en 1960 y fue reemplazado por la Junta de Gobierno, que también fue derrocada en enero de 1961 y sustuida por el Directorio Cívico-Militar que le entregó el mando a Julio Adalberto Rivera Carballo en 1962. De 1962 a 1979, el Partido de Concertación Nacional (PCN) gobernó el país en un estado de facto de partido único; existían partidos de oposición, pero en la práctica no tenían ningún poder real. El régimen militar terminó el 15 de octubre de 1979, cuando jóvenes militares derrocaron al presidente Carlos Humberto Romero y establecieron la Junta Revolucionaria de Gobierno, un gobierno conjunto cívico-militar que gobernó el país desde 1979 hasta las elecciones presidenciales de 1982. La caída del gobierno militar marcó el comienzo de la Guerra Civil Salvadoreña que duró doce años hasta su finalización en 1992.
Bajo el gobierno militar salvadoreño se cometieron muchas atrocidades y violaciones de los derechos humanos. Bajo el mando de Martínez, el ejército salvadoreño masacró entre 10.000 y 40.000 campesinos e indígenas en respuesta a un levantamiento comunista en 1932, en un acontecimiento conocido en El Salvador como La Matanza. La Organización Democrática Nacional fue fundada por Rivera en 1965. Era un conjunto de paramilitares de extrema derecha y escuadrones de la muerte que torturaban a opositores políticos, intimidaban a los votantes, manipulaban las elecciones y asesinaban a campesinos. El presidente Fidel Sánchez Hernández inició la Guerra del Fútbol con Honduras en julio de 1969, alegando que el gobierno hondureño había permitido que la violencia contra los salvadoreños continuara sin control después de la victoria de El Salvador sobre Honduras en las eliminatorias de la Copa Mundial de la FIFA de 1970. En 1972 gana Arturo Armando Molina tras sospechas de fraude electoral. En marzo de 1979, el presidente Romero ordenó a los soldados que dispararan contra una multitud de manifestantes utilizando munición real. El régimen militar recibió el apoyo de Estados Unidos debido a su postura anticomunista, que se alineaba con los intereses de la Guerra Fría de Estados Unidos.

## Antecedentes

### Dinastía Quiñónez-Meléndez
El doctor Manuel Enrique Araujo asumió la presidencia de El Salvador el 1 de marzo de 1911. Fue presidente hasta su asesinato el 9 de febrero de 1913 a manos de campesinos. Fue sucedido por Carlos Meléndez quien ejerció la presidencia interina hasta el 29 de agosto de 1914 cuando fue sucedido por Alfonso Quiñónez Molina.
Carlos Meléndez y Quiñónez establecieron una dinastía política bajo el Partido Nacional Democrático (PDN) que duró desde 1913 hasta 1931. Carlos Meléndez fue presidente desde el 1 de marzo de 1915 hasta su dimisión el 21 de diciembre de 1918. Más tarde murió el 8 de octubre de 1919 en Nueva York, Estados Unidos. Meléndez fue sucedido por Quiñónez hasta que su hermano menor, Jorge Meléndez, fue elegido Presidente. Jorge Meléndez fue presidente desde el 1 de marzo de 1919 hasta el 1 de marzo de 1923, cuando fue sucedido por Quiñónez, quien permaneció en el poder hasta el 1 de marzo de 1927. El vicepresidente de Quiñónez, Pío Romero Bosque, le sucedió el 1 de marzo de 1927.
A diferencia de sus predecesores, Romero Bosque no nombró un sucesor y celebró las primeras elecciones libres de El Salvador. En las elecciones, el candidato del Partido Laborista (PL) Arturo Araujo, pariente de Araujo, ganó el 46,65% de los votos y se convirtió en presidente el 1 de marzo de 1931, poniendo fin a la dinastía Quiñónez-Meléndez y al control del poder del PDN. El vicepresidente de Araujo fue el general de brigada Maximiliano Hernández Martínez del Partido Nacional Republicano.

### Crisis económica

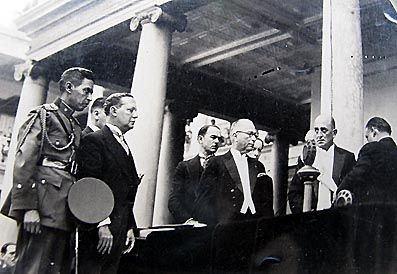
Toma de posesión de Arturo Araujo como presidente de El Salvador, el 1 de marzo de 1931

Araujo asumió la presidencia durante una grave crisis económica debido a los efectos de la Gran Depresión. Entre 1871 y 1927, El Salvador fue llamado una «república cafetalera» debido a su fuerte dependencia de las exportaciones de café para sostener su economía. Sin embargo, debido a la Gran Depresión, los precios del café cayeron un 54% y la economía salvadoreña no pudo sostenerse. Debido a la crisis económica, los salarios cayeron, los suministros de alimentos se volvieron limitados y las condiciones de vida empeoraron. La crisis provocó malestar campesino en todo el occidente de El Salvador y, como resultado, Araujo nombró a Martínez Ministro de Defensa Nacional del país. Araujo intentó implementar una reforma fiscal para combatir la crisis económica, sin embargo, la resistencia de los terratenientes ricos hizo que las reformas fracasaran.
Araujo recortó los gastos militares y se negó a pagar a sus soldados, lo que provocó enojo dentro del ejército. Los militares se movilizaron para derrocar a Araujo y el 2 de diciembre de 1931, el Ejército derrocó a su gobierno en 10 p. m. hora local. El golpe fue un momento decisivo en la historia salvadoreña, debido a que comenzó la dictadura militar que duró casi 48 años en el país.

## Maximiliano Hernández Martínez

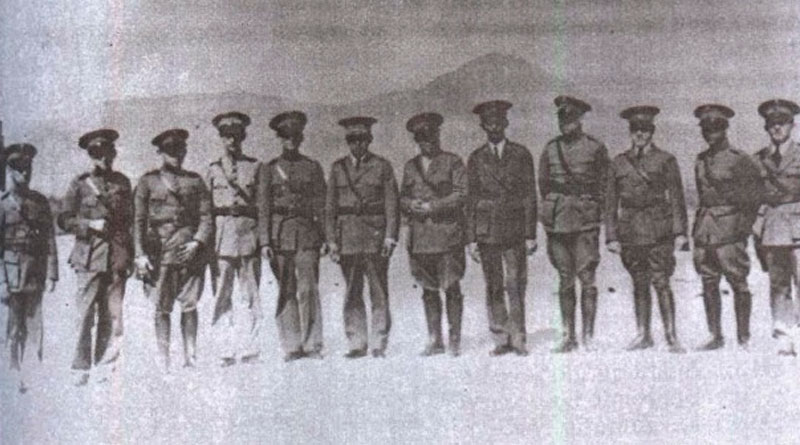
El Directorio cívico de El Salvador en diciembre de 1931.

El 2 de diciembre de 1931 los militares establecieron el Directorio cívico, una junta compuesta por oficiales militares, para gobernar el país. El directorio estuvo copresidido por los coroneles Osmín Aguirre y Salinas y Joaquín Valdés. El directorio fue disuelto el 4 de diciembre y el poder fue transferido a Martínez, quien asumió poderes dictatoriales como presidente interino. Martínez prometió celebrar elecciones legislativas en enero de 1932, pero cuando el Partido Comunista ganó muchos municipios, anuló los resultados electorales. También se cancelaron otras elecciones. Sin embargo, las elecciones dieron al gobierno una lista de miembros del Partido Comunista. La lista permitió al gobierno arrestar a destacados dirigentes comunistas el 18 de enero de 1932.

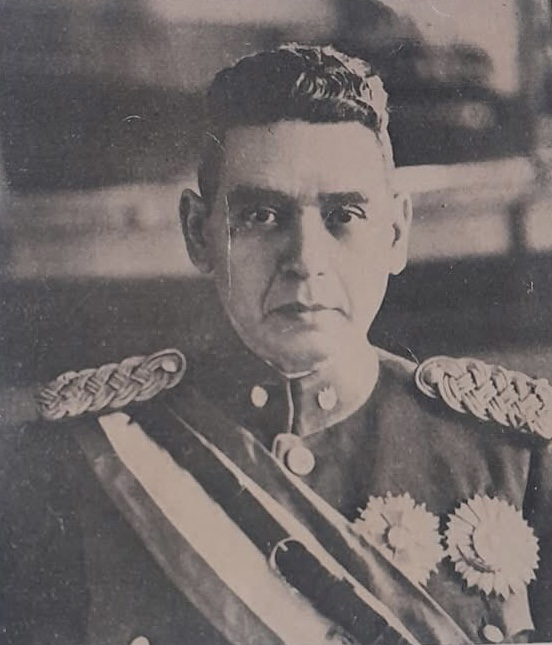
El general de brigada Maximiliano Hernández Martínez fue presidente desde 1931 hasta su renuncia en 1944.

El Partido Comunista creía que la democracia les había fallado, así como los comunistas y campesinos de todo el país, encabezados por Farabundo Martí, Feliciano Ama, Mario Zapata y Alfonso Luna. Los campesinos se levantaron el 22 de enero de 1932 en Ahuachapán, Santa Tecla y Sonsonate, matando a un máximo de 100 personas en el levantamiento. Martínez respondió enviando a los militares para aplastar la revuelta. En la represión de Martínez murieron entre 10.000 y 40.000 campesinos. El evento es conocido como La Matanza, en El Salvador. La Asamblea Constituyente dictó el Decreto Legislativo n.º 121 el 11 de julio de 1932, que concedía amnistía incondicional a todo aquel que cometiera delitos de cualquier naturaleza durante La Matanza con el fin de «restablecer el orden, reprimir, perseguir, castigar y capturar a los reos del delito de rebelión del presente año».
Debido al Tratado de Paz y Amistad Centroamericana de 1923, Estados Unidos se negó a reconocer la legitimidad del gobierno de Martínez. Estados Unidos sólo reconoció su gobierno después de los acontecimientos de La Matanza. Martínez finalmente denunció la adhesión de El Salvador al tratado el 26 de diciembre de 1932.
Martínez ayudó a mejorar la situación financiera de El Salvador durante su presidencia. El 23 de febrero de 1932, Martínez suspendió el pago de la deuda externa, y nuevamente el 1 de enero de 1938, pero la deuda finalmente fue saldada ese año. El Banco Central de Reserva de El Salvador fue establecido durante su administración el 19 de junio de 1934 para ayudar a estabilizar el colón, la moneda nacional. Designó a Luis Alfaro Durán como presidente del Banco Central. Martínez estableció el Mejoramiento Social, un programa de bienestar para apoyar a los campesinos pobres en julio de 1932.
El régimen de Martínez buscó mantener la imagen de legitimidad democrática en la nación. Martínez ganó las elecciones presidenciales de 1935, 1939 y 1944 bajo la bandera del Partido Nacional Pro Patria (PNPP). Su partido también ganó las elecciones legislativas de 1936, 1939 y 1944, sin embargo, tanto para las elecciones legislativas como para las presidenciales, él era el único candidato, el PNPP era el único partido político legal y los resultados electorales a veces no se publicaban.

### Segunda Guerra Mundial
Martínez simpatizaba personalmente con la Alemania nazi y con Italia. Nombró al general de la Wehrmacht Eberhardt Bohnstedt como director de la Escuela Militar. La Fuerza Aérea salvadoreña compró aviones a Italia en 1938 por 39.000 dólares estadounidenses, y parte del pago se realizó con café. El ministro de Defensa Nacional, Andrés Ignacio Menéndez, intentó comprar aviones a Estados Unidos, pero North American Aviation se negó a aceptar café como parte del pago. El Salvador fue una de las primeras naciones en reconocer a los nacionalistas de Francisco Franco como gobierno legítimo de España en 1936. El Salvador también fue el primer país después de Japón en reconocer la independencia de Manchuria.
Algunos salvadoreños apoyaron al Eje, ya que el 10 de junio de 1940, día en que Italia se unió a la Segunda Guerra Mundial, 300 hombres vestidos como las Camisetas Negras italianas marcharon por las calles de San Salvador en apoyo de Italia; sin embargo, el gobierno reprimió la marcha. Bajo presión de los Estados Unidos, el gobierno apoyó plenamente a los aliados el 8 de diciembre de 1941 después del ataque japonés a Pearl Harbor. El Salvador declaró la guerra a Japón el 8 de diciembre y luego a Alemania e Italia el 12 de diciembre. El gobierno arrestó a ciudadanos alemanes, italianos y japoneses y confiscó sus tierras. El Salvador nunca proporcionó soldados para luchar directamente en la guerra, pero sí envió trabajadores para mantener el Canal de Panamá. Durante la guerra, George Mantello y el coronel Arturo Castellanos Contreras salvaron a 40.000 judíos de Europa Central, en su mayoría de Hungría, proporcionándoles pasaportes salvadoreños falsos y asilo político.

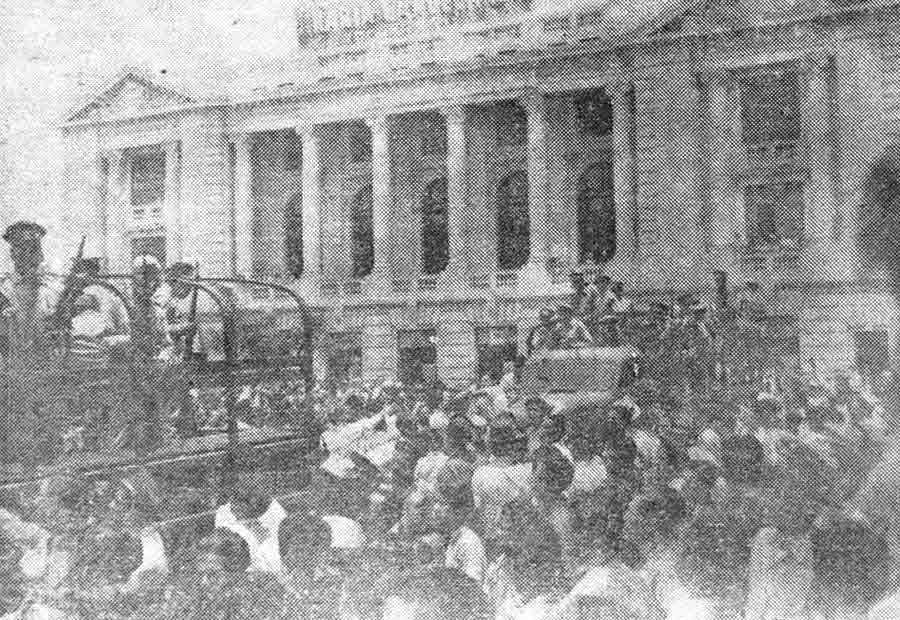
El intento de golpe de Estado del Domingo de Ramos.

En 1944 se celebraron elecciones y se autoproclamó presidente para un tercer mandato. La medida enfureció a muchos políticos, oficiales militares, banqueros y empresarios porque violaba abiertamente la constitución. El 2 de abril de 1944, Domingo de Ramos, oficiales militares pro-Eje intentaron un golpe de Estado contra Martínez. El 1er Regimiento de Infantería y el 2.º Regimiento de Artillería se sublevaron en San Salvador y Santa Ana y tomaron la radio nacional, tomaron el control de la Fuerza Aérea y capturaron la estación de policía de Santa Ana. Martínez logró tomar el control de la situación y ordenó a las unidades militares aún leales sofocar el levantamiento, lo que se logró el 3 de abril. Las represalias duraron dos semanas, se declaró la ley marcial y se estableció un toque de queda nacional.
Los civiles querían sacar a Martínez del poder y por eso el 2 de mayo de 1944 los estudiantes salieron a las calles de San Salvador en la Huelga de Brazos Caídos para forzar su renuncia. Los estudiantes se comprometieron a no ejercer violencia para oponerse al gobierno. El 7 de mayo, la policía disparó y mató a José Wright Alcaine, un joven de 17 años que era ciudadano estadounidense, lo que presionó a Martínez para que dimitiera. Martínez dimitió el 9 de mayo y partió al exilio en Guatemala.

## Gobiernos de 1944 a 1950
Andrés Ignacio Menéndez sustituyò a Martínez como presidente provisional y aceptó las demandas de los manifestantes de amnistía para los presos políticos, libertad de prensa y nuevas elecciones generales. Su mandato duró poco, ya que fue derrocado en un golpe de Estado militar el 20 de octubre de 1944 en donde se instalò otro gobierno provisional dirigido por Osmín Aguirre y Salinas.
Aguirre celebró las elecciones prometidas en enero de 1945. Se le acusó de manipular las elecciones a favor de un candidato que él apoyaba y las elecciones dieron como resultado que el general de brigada Salvador Castaneda Castro, con su Partido de Unificación Social Democrática (PUSD), se convirtiera en presidente con el 99,7% de los votos.
Castaneda fue depuesto en un golpe de Estado el 14 de diciembre de 1948 por jóvenes oficiales militares. El golpe, conocido como el Golpe del Mayor, obligó a todos los oficiales militares salvadoreños por encima del rango de teniente coronel a dimitir. Los jóvenes oficiales establecieron el Consejo de Gobierno Revolucionario que gobernó el país hasta que el Mayor Óscar Osorio Hernández, presidente del Consejo Revolucionario de Gobierno, fue elegido Presidente en 1950.

## Gobiernos del PRUD

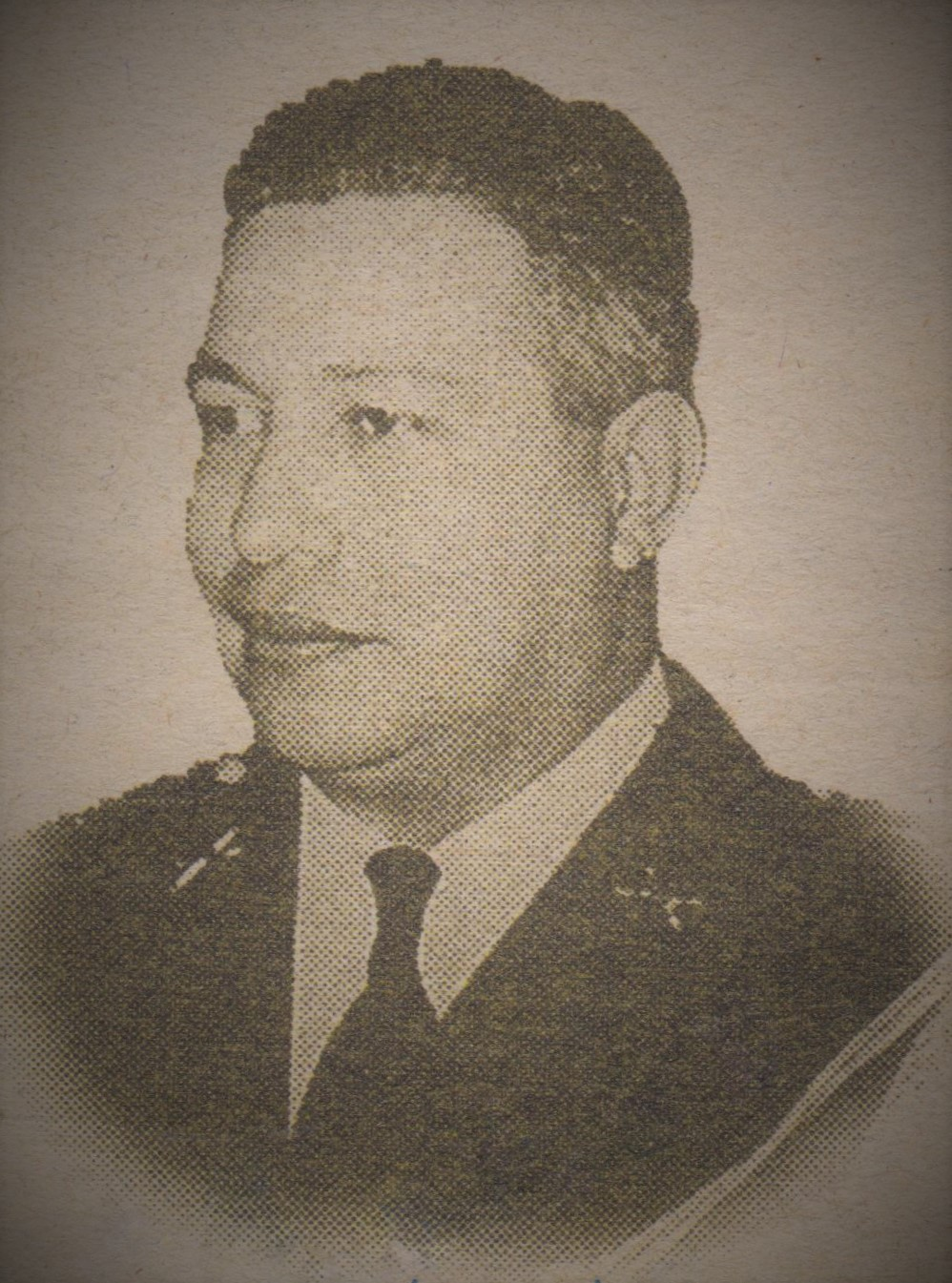
El teniente coronel Óscar Osorio Hernández fue presidente de 1950 a 1956.

Óscar Osorio Hernández se presentó bajo la bandera del Partido Revolucionario de Unificación Democrática (PRUD). Se convirtió en presidente de El Salvador el 14 de septiembre de 1950 bajo una nueva constitución. Las políticas de Osorio Hernández apoyaron el desarrollo económico, la reforma agrícola y los programas de seguridad social, aunque no se implementaron políticas como la reforma agraria para no alienar a los terratenientes ricos y a los oligarcas.
Osorio Hernández fue sucedido por el teniente coronel José María Lemus el 14 de septiembre de 1956 tras las elecciones presidenciales de 1956. En la elección, Roberto Edmundo Cannessa del Partido Acción Nacional, su principal y más popular oponente, fue descalificado por el Consejo Electoral Central un mes antes de la elección, lo que condujo a su aplastante victoria. Durante su mandato, concedió amnistía a numerosos presos políticos y políticos exiliados. También derogó varias leyes represivas instituidas por sus predecesores. Después de la Revolución Cubana de 1959, los estudiantes de El Salvador fueron influenciados por el movimiento nacionalista y revolucionario de Fidel Castro, lo que condujo a protestas para que se implementara un sistema verdaderamente democrático en el país. En respuesta, Lemus abandonó sus reformas, tomó medidas enérgicas contra la libertad de expresión y arrestó a sus opositores políticos. El giro de Lemus hacia el autoritarismo provocó que los militares se volvieran contra él y fue derrocado el 26 de octubre de 1960. 
Los militares establecieron la Junta de Gobierno y estuvo dirigida por el teniente coronel Miguel Ángel Castillo. Fabio Castillo Figueroa, uno de los tres miembros civiles de la junta, tenía opiniones procastristas y era visto como una amenaza potencial por los militares. Los militares derrocaron a la junta y la reemplazaron por otra junta, el Directorio Cívico-Militar. El coronel Aníbal Portillo sirvió como presidente de la nueva junta y prometió nuevas elecciones para 1962. 

## Gobiernos del PCN
El Directorio Cívico-Militar se disolvió el 25 de enero de 1962 y un político independiente, Eusebio Rodolfo Cordón Cea, fue nombrado presidente provisional. Durante las elecciones presidenciales de 1962, el recién formado Partido de Concertación Nacional (PCN) se presentó sin oposición y su candidato, Rivera, ganó el 100% de los votos. Se convirtió en presidente el 1 de julio de 1962 bajo una nueva constitución.
Aunque sólo el PCN tenía un candidato en las elecciones presidenciales de 1962, otros partidos se habían formado y se habían presentado a las elecciones legislativas de 1961, pero no obtuvieron escaños. El partido de oposición más destacado fue el Partido Demócrata Cristiano (PDC). El partido se formó en 1960 y tenía un amplio apoyo de la clase media. El partido fue atacado tanto por la izquierda como por la derecha política: la izquierda creía que el partido defendería el sistema económico capitalista y aumentaría las brechas de riqueza, mientras que la derecha veía al partido como un movimiento reaccionario socialista que amenazaba su riqueza y poder. El partido, dirigido por Abraham Rodríguez Portillo y Roberto Lara Velado, creía que la democracia cristiana era el mejor camino para la modernización de El Salvador. La ideología del partido se inspiró en la Rerum novarum del Papa León XIII y en las obras del Papa Juan XXIII y del filósofo francés Jacques Maritain. El partido también se inspiró en otros movimientos demócrata-cristianos de Chile y Venezuela.
Rivera involucró a El Salvador en la Alianza para el Progreso del presidente estadounidense John F. Kennedy, una iniciativa para mejorar las relaciones entre América Latina y los Estados Unidos a través de la cooperación económica. Apoyó la implementación de la reforma agraria, pero ésta nunca se implementó. Fundó la Agencia de Seguridad Nacional de El Salvador (ANSESAL) en 1965. Funcionó como la agencia de inteligencia nacional del país y supervisó las operaciones de la Organización Democrática Nacional (ORDEN), un grupo de paramilitares que asesinaron campesinos, manipularon elecciones e intimidaron a los votantes.
Rivera instituyó reformas electorales al permitir que los partidos políticos de oposición participaran en las elecciones presidenciales y compitieran en las elecciones legislativas. Anteriormente, el partido que obtenía más votos en un determinado departamento, ganaba todos los escaños y toda la representación en ese departamento, pero bajo sus reformas, los escaños y los representantes se elegían de manera proporcional a la cantidad de votos que obtenía un partido. La reforma permitió al PDC ganar 14 escaños y el Partido de Acción Renovadora (PAR) ganó 6 escaños en la Asamblea Constitucional en las elecciones legislativas de 1964. En la elección resultó elegido como alcalde de San Salvador José Napoleón Duarte, destacado político del PDC.
El PCN mantuvo su control del poder con el apoyo de Estados Unidos y gracias al continuo crecimiento económico del país. En las elecciones presidenciales de 1967, el PCN ganó con el 54,37% de los votos y el candidato del PDC, Rodríguez Portillo, quedó en segundo lugar con el 21,62%. Fidel Sánchez Hernández, del PCN, asumió la presidencia el 1 de julio de 1967.

### Guerra del Fútbol
A finales de la década de 1960, alrededor de 300.000 salvadoreños emigraron a Honduras, muchos de los cuales ingresaron al país ilegalmente. El 3 de octubre de 1963, Oswaldo López Arellano derrocó al presidente Ramón Villeda Morales de Honduras y estableció una dictadura militar. Durante el régimen de López Arellano, la economía hondureña se tambaleó y él culpó de los problemas económicos del país a los inmigrantes salvadoreños de estar robando empleos hondureños.
Durante las eliminatorias para la Copa Mundial de la FIFA 1970, Honduras y El Salvador compitieron en grupos separados por las clasificaciones de la Confederación de Norteamérica, Centroamérica y el Caribe de Fútbol Asociación (CONCACAF), Honduras estaba en el Grupo 3 y El Salvador estaba en el Grupo 4, ambos ganando sus respectivos grupos. Se enfrentaron en las semifinales. Honduras ganó el primer partido en Tegucigalpa 1-0 el 8 de junio de 1969. El Salvador ganó el segundo partido en San Salvador por 3-0 el 15 de junio. En ambos partidos hubo violencia por parte de los aficionados de ambos bandos. Durante el segundo partido, los salvadoreños levantaron un trapo sucio en lugar de la bandera hondureña. Uno de los jugadores del equipo hondureño, Enrique Cardona, habría declarado: «Tuvimos muchísima suerte de haber perdido. De lo contrario, no estaríamos vivos hoy». La derrota provocó que civiles hondureños atacaran a inmigrantes salvadoreños. Los salvadoreños fueron asesinados, agredidos y sus casas quemadas, lo que obligó a 17.000 de ellos a huir de regreso a El Salvador. Los salvadoreños calificaron los ataques contra los salvadoreños de masacre.
El 26 de junio se celebró un tercer partido en la Ciudad de México para decidir quién pasaría a la ronda final contra Haití. Los salvadoreños derrotaron a Honduras 3-2 en tiempo extra y el equipo salvadoreño avanzó a la final. La derrota provocó más ataques contra los inmigrantes salvadoreños y condujo a una crisis migratoria en El Salvador, ya que el gobierno no pudo proporcionar alojamiento a todos los refugiados que regresaban de Honduras.
Debido a la crisis en curso, El Salvador rompió relaciones diplomáticas con Honduras el 26 de junio y declaró la guerra el 14 de julio de 1969. La Fuerza Aérea Salvadoreña atacó el Aeropuerto Internacional Toncontín para inutilizar a la Fuerza Aérea Hondureña y el Ejército salvadoreño lanzó una invasión de dos frentes siguiendo dos carreteras principales que conectan los dos países. Después de dos días, la Fuerza Aérea Hondureña comenzó a atacar las bases aéreas salvadoreñas en Chalatenango y La Unión, deteniendo el avance salvadoreño. Después de cuatro días de combates, la Organización de los Estados Americanos (OEA) negoció un alto el fuego el 18 de julio. El Salvador retiró sus tropas el 2 de agosto y la OEA se comprometió a garantizar la seguridad de los salvadoreños en Honduras. Alrededor de 2.000 personas, la mayoría de las cuales eran civiles, murieron durante la guerra.
Inicialmente, la política salvadoreña estaba unida contra Honduras, pero el Partido Comunista y la izquierda finalmente se volvieron contra la guerra y continuaron oponiéndose al gobierno. La guerra también provocó que la economía salvadoreña se estancara y muchos refugiados abarrotaron el país.

### Tensiones políticas y sociales

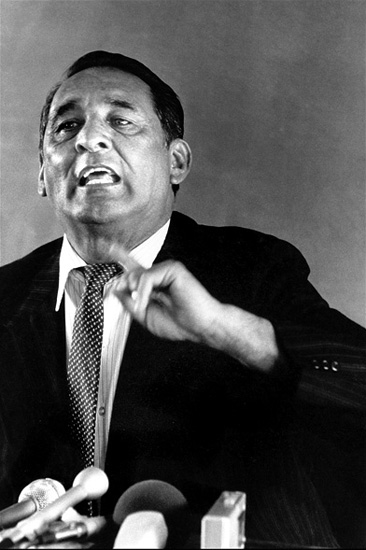
José Napoleón Duarte fue candidato presidencial de la UNO en 1972 y se exilió en Venezuela después de un intento de golpe de Estado en 1972.

Los refugiados que llegaron desde Honduras a El Salvador recibieron poca o ninguna ayuda o apoyo del gobierno salvadoreño. Para los refugiados, que ahora vivían en la pobreza, los grupos de izquierda como el Frente Unido de Acción Revolucionaria (FUAR), el Frente de Acción Popular Unificada (FAPU) y la Federación Cristiana de Campesinos Salvadoreños (FECCAS) parecían ser la única oportunidad de salir de la pobreza. Como resultado, las organizaciones militantes de izquierda crecieron en tamaño y número y continuaron ganando más apoyo entre la población pobre. El aumento del apoyo provocó un incremento de las acciones terroristas de izquierda contra el gobierno.
El PDC también obtuvo más apoyo de los refugiados. El PDC abogó por la reforma agraria y territorial para ganar el apoyo de la base electoral. Los refugiados que venían de Honduras no tenían tierras para cultivar como las tenían en Honduras, por lo que apoyaron abrumadoramente al PDC. En enero de 1970, el gobierno estableció el Congreso Nacional de Reforma Agraria para comenzar a implementar las reformas agrarias que demandaba el pueblo. El congreso estaba integrado por miembros del gobierno, de la oposición, de grupos laborales y del empresariado.
El PDC perdió 3 escaños en la Asamblea Constituyente en las elecciones legislativas de 1970, mientras que el PCN ganó 7 escaños. Se afirmó que las elecciones habían sido manipuladas por el PCN para asegurarse de ganar escaños y conservar la mayoría. En 1972, el PDC se alió con otros dos partidos políticos, el Movimiento Nacional Revolucionario (MRN) y la Unión Democrática Nacionalista (UDN), para presentarse a las elecciones presidenciales y legislativas de 1972 bajo el nombre de Unión Nacional de Oposición (UNO). El coronel Arturo Armando Molina era el candidato del PCN mientras que Duarte era el candidato del PDC. La Junta Central Electoral afirmó que Duarte había ganado por 9.000 votos con 327.000 votos frente a los 318.000 de Molina, pero el PCN pidió un recuento.  Se realizó un recuento y se modificó el acta y se declaró que Molina ganó por 10.000 votos. El resultado final fue que Molina obtuvo el 43,42% de los votos mientras que Duarte obtuvo el 42,14%. Duarte y Guillermo Ungo, su compañero de fórmula, solicitaron un segundo recuento, pero la petición fue denegada. La UNO también perdió 9 escaños en las elecciones legislativas de 1972, mientras que el PCN ganó 5 escaños más.
El 25 de marzo de 1972, un grupo de jóvenes militares de tendencia izquierdista llamado Juventud Militar intentó un golpe de Estado contra Sánchez Hernández para impedir que Molina se convirtiera en presidente. Los oficiales estaban dirigidos por el coronel Benjamín Mejía y su objetivo era establecer una junta revolucionaria y establecer a Duarte como presidente. Los golpistas tomaron a Sánchez Hernández y el Palacio Nacional. Duarte anunció su apoyo al golpe y los golpistas llamaron a guarniciones para apoyar el golpe, sin embargo, la Fuerza Aérea atacó el Palacio Nacional y las guarniciones atacaron a los revolucionarios. El 26 de marzo el golpe había terminado y 200 personas habían sido asesinadas. Sánchez Hernández retomó el poder y Duarte fue detenido. Inicialmente fue condenado a muerte, pero la pena fue conmutada por tortura y fue exiliado a Venezuela.
Molina asumió el cargo el 1 de julio de 1972. El 19 de julio, envió tanques a atacar la Universidad de El Salvador. Alrededor de 800 fueron arrestados y otros 15 fueron exiliados a Nicaragua. Cerró la universidad durante dos años para «eliminar la oposición». Molina intentó instituir una reforma agraria en 1976, pero sólo aumentó el malestar político ya que las reformas redistribuyeron poca o ninguna tierra a los campesinos.
La UNO seleccionó a Ernesto Antonio Claramount Roseville como su candidato para la elección presidencial de 1977, mientras que el PCN seleccionó al general de brigada y actual Ministro de Defensa Nacional Carlos Humberto Romero como su nominado. Se declaró que Romero ganó la elección con el 67,30% de los votos, mientras que según testigos, Claramount en realidad ganó con el 75% de los votos. Romero asumió el cargo el 1 de julio de 1977.

## Colapso del régimen
Cuando comenzó la Revolución Sandinista en Nicaragua en 1978, Romero comenzó a preocuparse de que la revolución se extendiera a El Salvador. Intentó iniciar negociaciones con la oposición para asegurarse de que eso no sucediera, pero su intento envalentonó a las fuerzas de oposición que salieron a las calles de San Salvador para hacer huelga en marzo de 1979. Romero reprimió las huelgas y ordenó a sus soldados disparar munición real contra la multitud para poner fin a la huelga. El evento fue transmitido en Estados Unidos y Europa lo que provocó que Costa Rica, Japón, Suiza, Reino Unido y Alemania Occidental cerraran sus respectivas embajadas en El Salvador.
El presidente de Nicaragua, Anastasio Somoza Debayle, fue finalmente depuesto por el Frente Sandinista de Liberación Nacional (FSLN) en septiembre de 1979, lo que causó alarma entre los jóvenes oficiales militares del ejército salvadoreño. La Juventud Militar, dirigida por los coroneles Adolfo Arnoldo Majano y Jaime Abdul Gutiérrez, dio un golpe de Estado contra Romero el 15 de octubre de 1979 con el apoyo de los Estados Unidos. Romero huyó al exilio en Guatemala, al igual que Federico Castillo Yanes, ministro de Defensa Nacional.
El 18 de octubre de 1979, los militares establecieron la Junta de Gobierno Revolucionario. La junta estaba compuesta por cinco hombres: los coroneles Majano y Gutiérrez, Guillermo Ungo, Mario Antonio Andino, expresidente de la Cámara de Comercio e Industria de El Salvador (CCIES), y Román Mayorga Quirós, miembro de la Universidad Centroamericana.
El golpe de Estado de octubre de 1979 marcó el fin del régimen militar de El Salvador y muchos lo marcan como el inicio de la guerra civil salvadoreña. La guerra civil duró hasta 1992 con la firma de los Acuerdos de Paz de Chapultepec.

## Jefes de Estado

### Presidentes

Presidentes durante la dictadura militar (1931–1979)
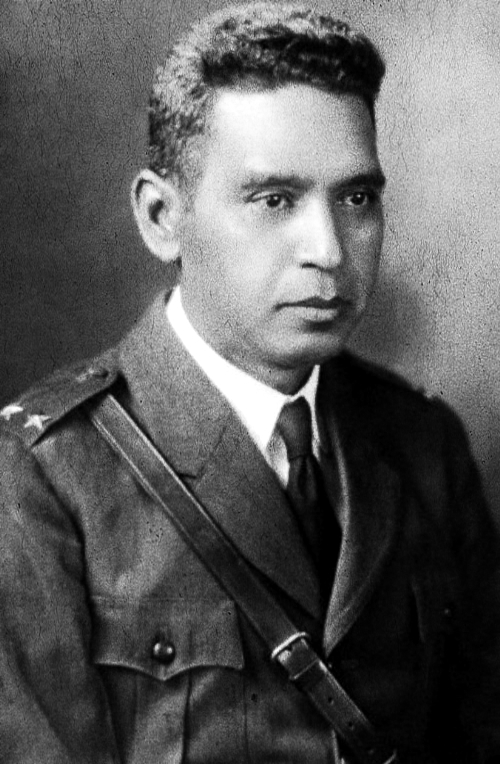
General Maximiliano Hernández Martínez (1931–1934) (1935–1944)
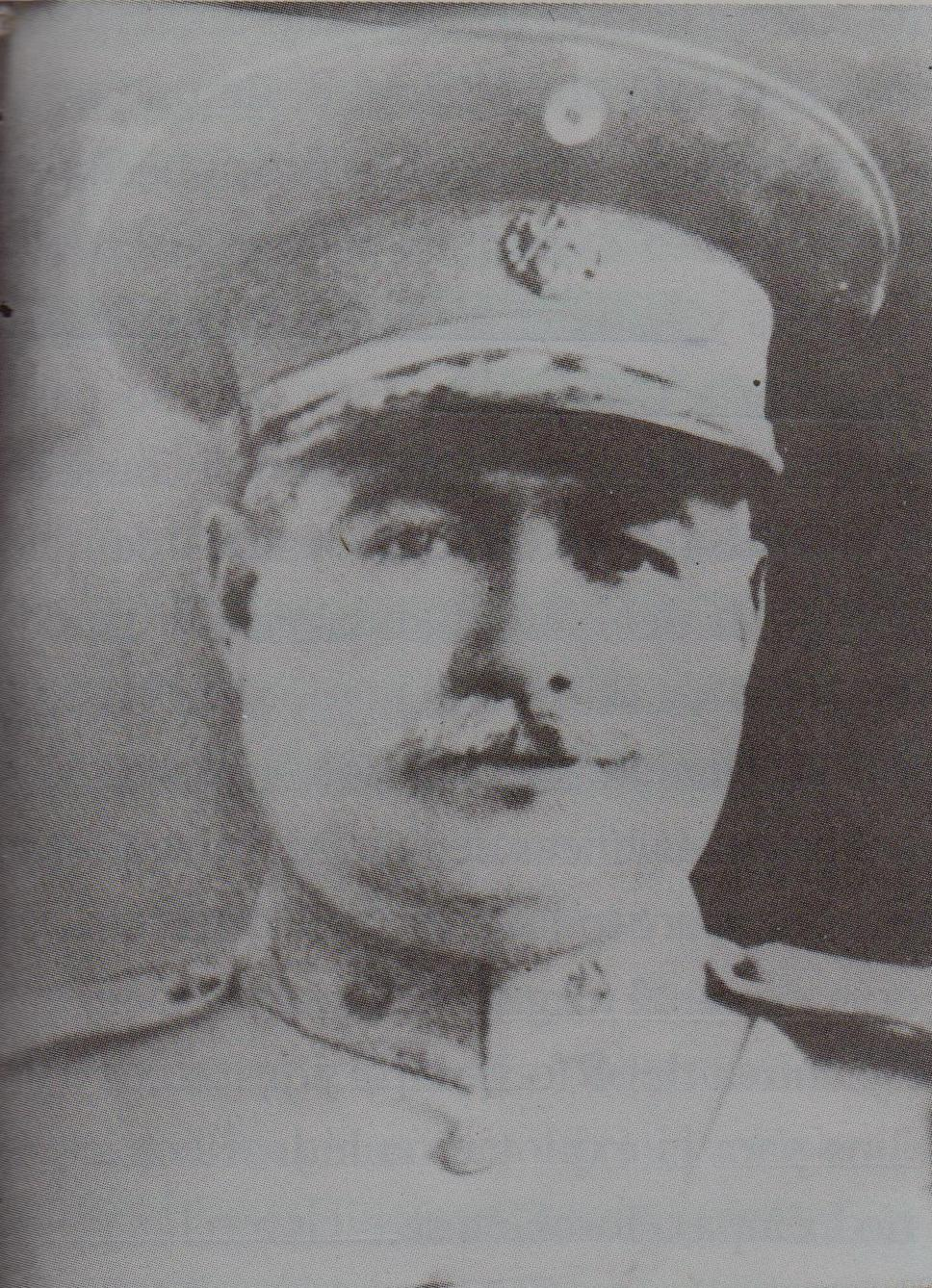
General Andrés Ignacio Menéndez (1934–1935) (1944)
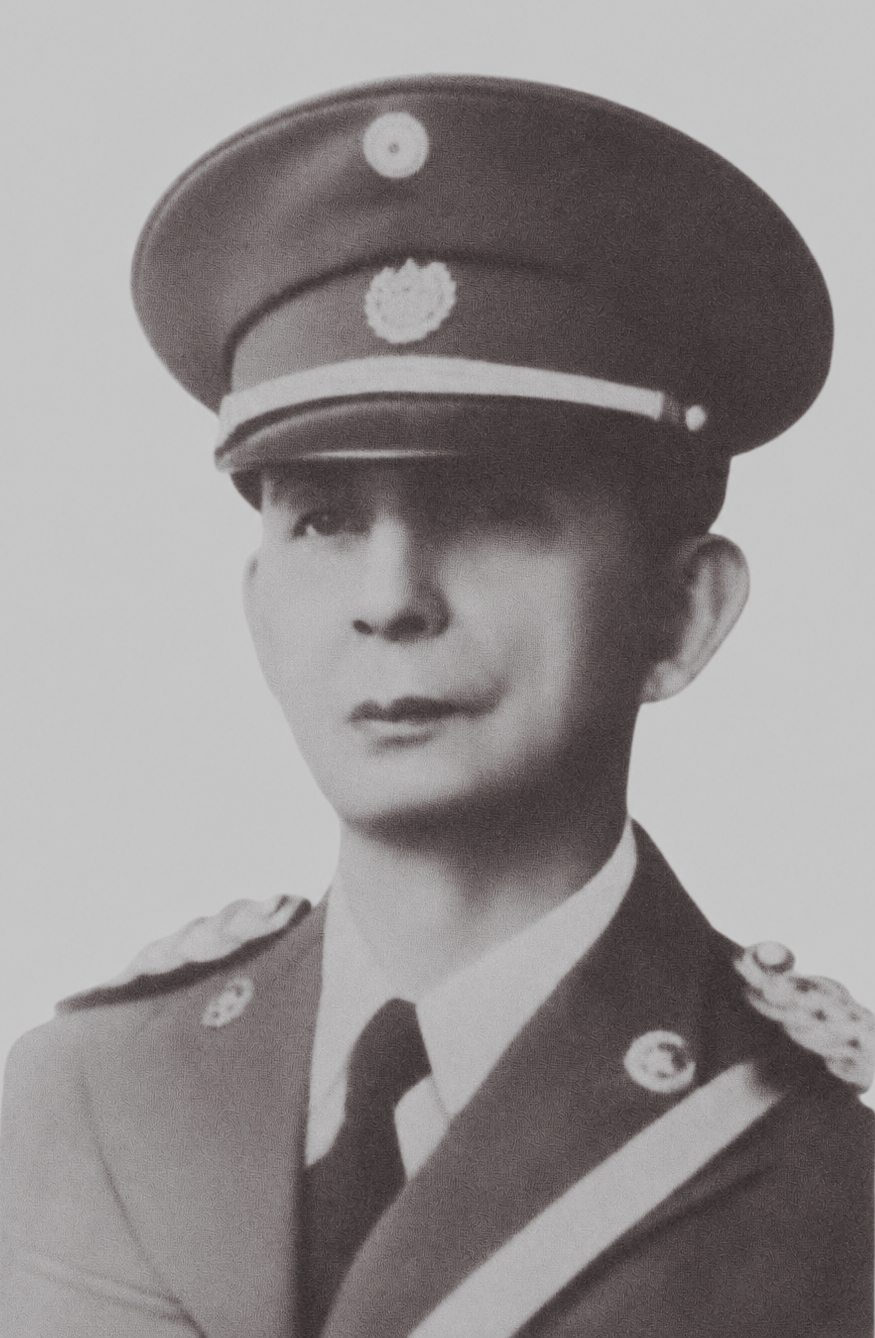
Coronel Osmín Aguirre y Salinas (1944–1945)
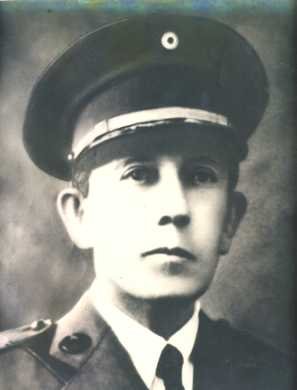
General Salvador Castaneda Castro (1945–1948)
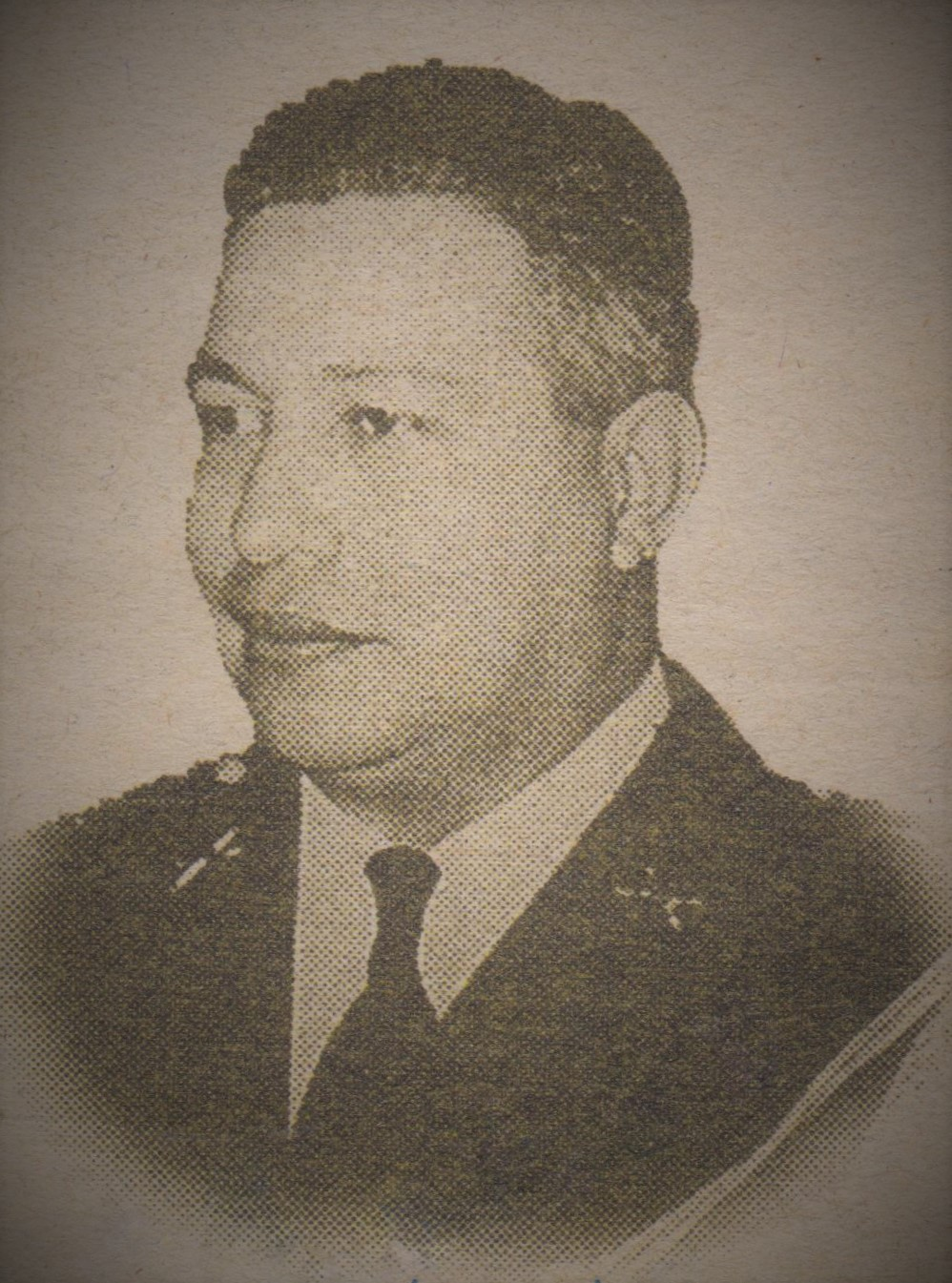
Teniente Coronel Óscar Osorio (1950–1956)
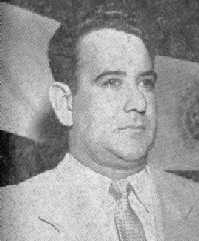
Teniente Coronel José María Lemus (1956–1960)
General Carlos Humberto Romero (1977–1979)

- General

Maximiliano Hernández Martínez

(1931–1934)

(1935–1944)
- General

Andrés Ignacio Menéndez

(1934–1935)

(1944)
- Coronel

Osmín Aguirre y Salinas

(1944–1945)
- General

Salvador Castaneda Castro

(1945–1948)
- Teniente Coronel

Óscar Osorio

(1950–1956)
- Teniente Coronel José María Lemus (1956–1960)
- General

Carlos Humberto Romero

(1977–1979)

### Juntas

Juntas durante la dictadura militar (1931–1979)
Directorio cívico
Consejo de Gobierno Revolucionario (1948–1950)
Junta de Gobierno (1960–1961)
Directorio Cívico-Militar (1961–1962)

(1931–1931)
- Consejo de Gobierno Revolucionario

(1948–1950)
- Junta de Gobierno

(1960–1961)
- Directorio Cívico-Militar

(1961–1962)